# Tectisumen clypidellaeformis
Tectisumen clypidellaeformis är en snäckart som först beskrevs av Suter 1908.  Tectisumen clypidellaeformis ingår i släktet Tectisumen och familjen Lepetellidae. Inga underarter finns listade i Catalogue of Life.